# Keulen-Bärlapp
Der Keulen-Bärlapp (Lycopodium clavatum), auch Kolben-Bärlapp oder Wolfsklaue genannt, ist eine Pflanzenart aus der Gattung der Bärlappe (Lycopodium) innerhalb der Familie der Bärlappgewächse (Lycopodiaceae).

## Beschreibung

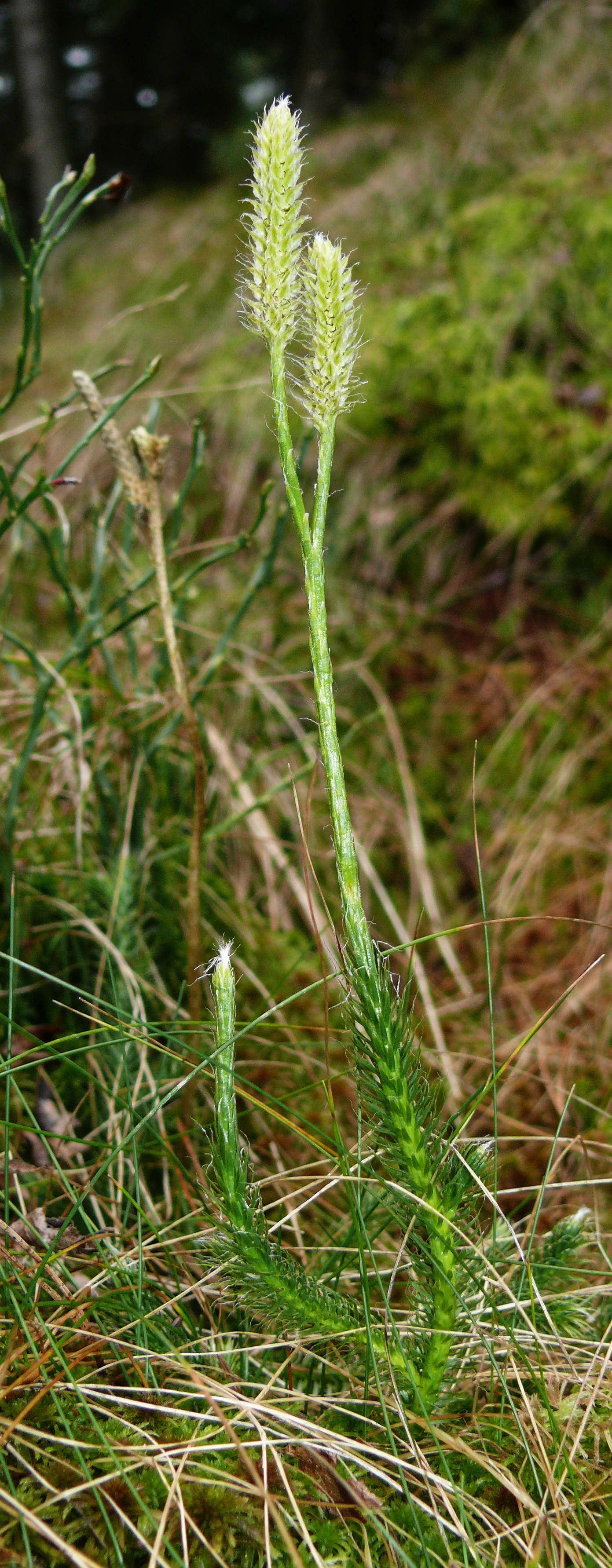
Lycopodium clavatum

Der Keulen-Bärlapp ist eine ausdauernde krautige Pflanze und besteht aus einer 0,5 bis 4 Meter langen am Boden kriechenden Sprossachse und bis 30 Zentimeter aufrecht stehenden oft verzweigten Seitenästen. Die Pflanzenteile des Keulenbärlapp sind giftig. Die nadeligen Blättchen stehen dicht, sind 3 bis 4 Millimeter lang und 1 Millimeter breit und sind an der Laubblattspitze mit einem ein bis drei Millimeter langen Haar versehen. Durch diese Haare erscheint die Pflanze an den Triebspitzen pelzig, was ihr den Namen Wolfsklaue zugetragen hat.
Die Sporophyllstände sind in gelben Ähren am Ende von aufrechten Ästen angeordnet und erscheinen von Juli bis August. Sie stehen meist zu zweit (seltener einzeln oder zu 3 bis 5), sind 30 bis 60 Millimeter lang, 3 bis 4 Millimeter breit und stehen auf 5 bis 10 (bis 18) Zentimeter langen, locker mit gelbgrünen Hochblättern besetzten Stielen. Die Ähren sind aus spezialisierten Blättchen, den Sporophyllen aufgebaut, in deren Achseln die Sporenbehälter sitzen. Die Sporophylle decken sich dachziegelartig, sind dicht schraubig oder in scheinbaren Quirlen oder in 8 senkrechten Reihen gestellt. Sie sind 3 bis 5 Millimeter lang, 1,5 bis 2 Millimeter breit, gezähnt, weiß häutig berandet und in eine 2 bis 3 Millimeter lange Haarspitze auslaufend. Die Sporangien sind kugelig-nierenförmig und hell ockergelb.
Die Chromosomenzahl beträgt 2n = 68.

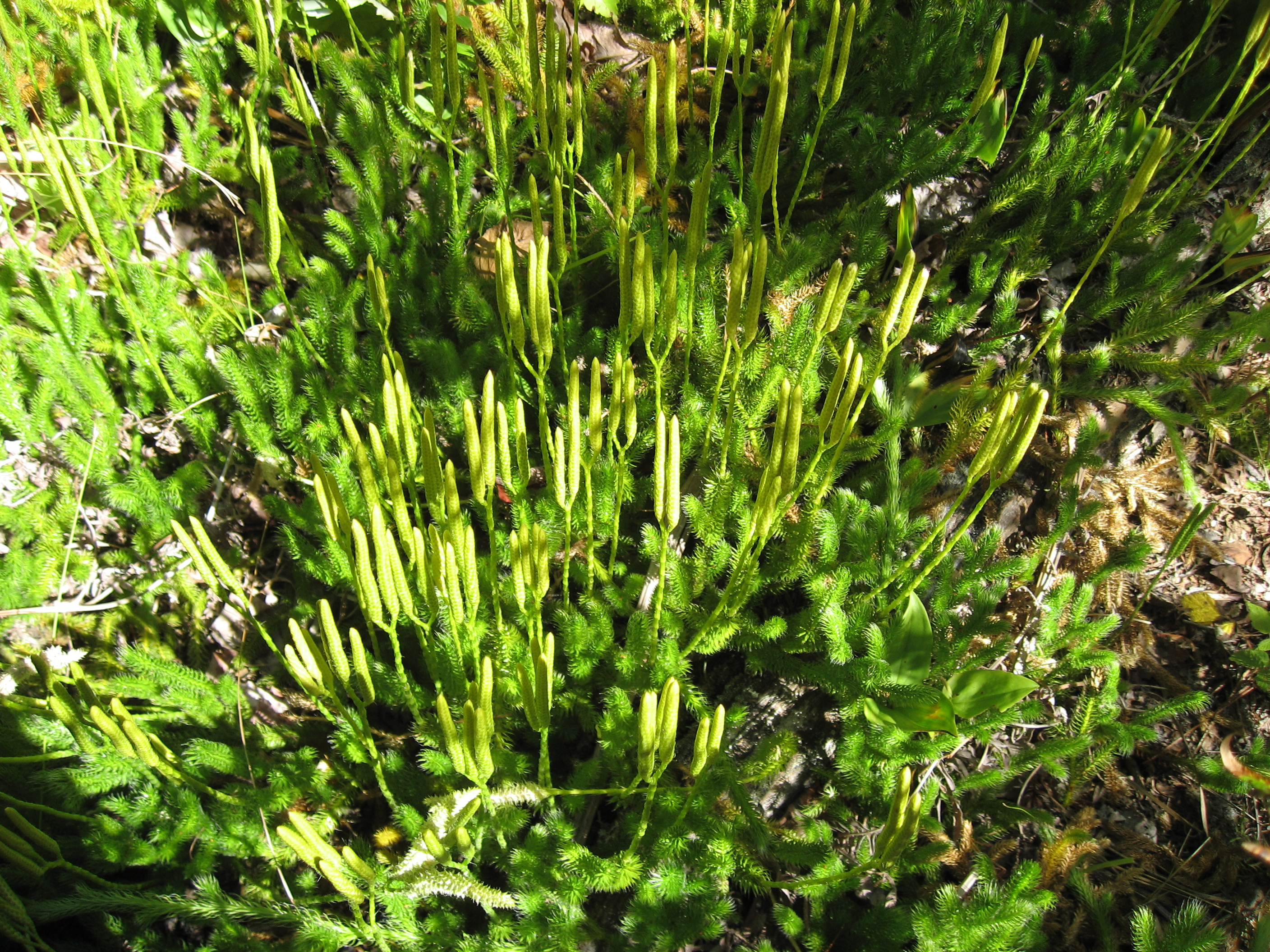
Fertiler Bestand von Lycopodium clavatum

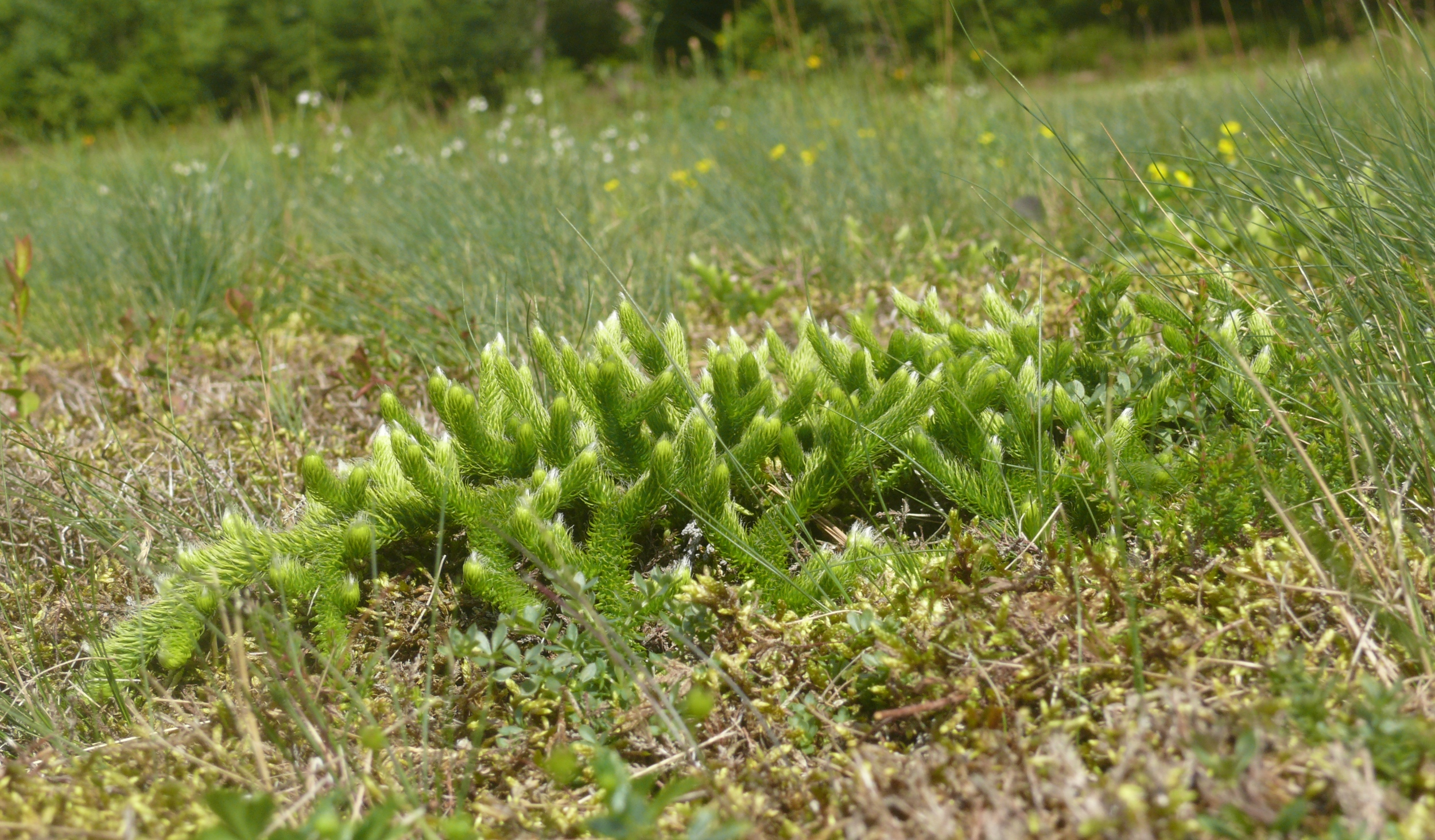
Steriler Bestand von Lycopodium clavatum im Schwarzwald

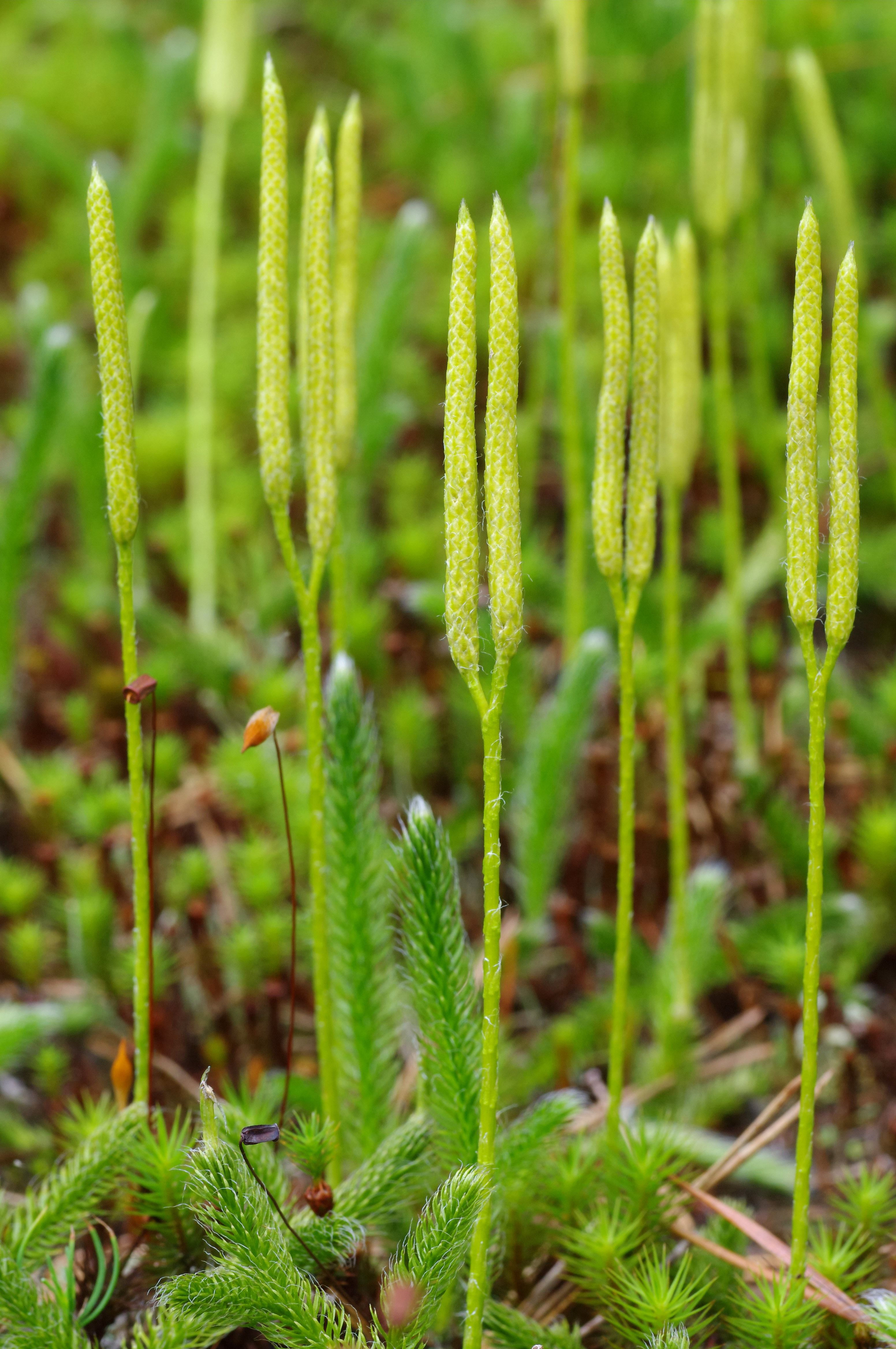
Keulen-Bärlapp (Lycopodium clavatum)

## Ökologie
Der Keulen-Bärlapp ist ein Chamaephyt. Ihr Wachstum erfolgt durch Gruppen von Initialzellen. Wurzelhaare fehlen, aber es liegt eine VA-Mykorrhiza vor. Der Vorkeim und die unterirdisch lebende Jungpflanze schmarotzen auf einem Pilz der Gattung Glomus. Die vegetative Vermehrung ist bei dieser Art aber vorherrschend. Sie erfolgt über lange Ausläufer. Die Pflanzenexemplare erreichen erst nach 10 bis 15 Jahren ihre Geschlechtsreife.
Die Sporen werden in gelben Wolken ausgestoßen und vom Wind als Körnchenflieger ausgebreitet; sie besitzen eine Sinkgeschwindigkeit von 2 cm/s, und sie erreichen somit Flugweiten von 300 km und mehr. Sporenreife ist im Oktober.
Die Sporen keimen erst nach 6 bis 7 Jahren und bilden einen winzig kleinen Vorkeim (Gametophyt). Er ist breit kegelförmig und später fast scheibenförmig. Auf diesem befinden sich sowohl männliche als auch weibliche Keimzellen (Gameten), die sich gegenseitig befruchten. Daraus erst bildet sich dann die eigentliche Bärlapp-Pflanze (Sporophyt). Man spricht dabei von einem Generationswechsel.

## Inhaltsstoffe, Giftigkeit, Verwendung
Anders als die vegetativen Pflanzenteile enthalten die Sporen wohl keine Alkaloide. Eine toxische Wirkung der Sporen ist nicht bekannt.
In den vegetativen Pflanzenteilen (Lycopodii herba) sind die Curare-ähnlichen, giftigen Alkaloide Lycopodin, Annotin, Clavatin, Clavononin, Fawcetin und Lycoclavin enthalten, deren Konzentration anscheinend je nach Standort und Unterart stark schwanken kann.
0,2 g der vegetativen Pflanzenteile sind für Mäuse und Frösche tödlich.
Die vegetativen Pflanzenteile haben „früher“ in der Volksmedizin eine große Rolle gespielt, hat aber heute in der Schulmedizin keine Bedeutung mehr, da ihre Wirksamkeit nicht bewiesen ist.
In den Sporen sind folgende Inhaltsstoffe gefunden worden: Fettes Öl, Polyterpene wie Sporonin, aber nur Spuren an Alkaloiden.
Früher wurden die Bärlappsporen in der Apotheke bei der Herstellung von Pillen als Trennmittel eingesetzt. Diese Anwendung ist heute nicht mehr zu empfehlen, da sie Allergien vom Soforttyp auslösen können, die zu asthmatischen Symptomen führen.
Es werden noch folgende Anwendungen von Lycopodium-Sporen beschrieben:
Feuerspucker benutzen die Sporen an Stelle von brennbaren Flüssigkeiten, da Bärlappsporen weit ungefährlicher und weniger schädlich sind. „Spuckt“ (zerstäubt) man die Sporen gegen eine Flamme, so entstehen enorme Feuerbälle. Auch in der Theater- und Pyrotechnik wird Lycopodium für Feuereffekte eingesetzt.
In der Kriminalistik wird das Sporenpulver zusammen mit Argentorat zum Sichtbarmachen von Fingerabdrücken genutzt. Es dient zur Beschichtung von Gummihandschuhen und trockenen Kondomen.
Lycopodium  wird als Konstitutionsmittel in der Homöopathie genutzt.
Sporen von Lycopodium clavatum werden zur Herstellung von Prüfaerosolen verwendet.

## Vorkommen
Der Keulen-Bärlapp ist in weiten Teilen Mittel- und Nordeuropas, in Russland, Asien, in der Neuen Welt und sogar in den Gebirgen des tropischen Afrika verbreitet. Er kommt in fast allen Ländern Europas vor und fehlt nur in Belarus, Moldau, Albanien, Griechenland und dem europäischen Teil der Türkei.
In den Allgäuer Alpen steigt er in Vorarlberg am Diedams-Sattel und zwischen Hochkrumbach und Haldenwanger Eck bis zu einer Höhenlage von 1800 Metern auf. Im Kanton Wallis steigt er bis 2300 Meter auf.
Der Keulen-Bärlapp ist auf kalkfreien kargen Böden in Nadelwäldern, Heiden und Magerrasen zu finden; seltener auch in Laubwäldern. Sie meidet tiefen Schatten und große Feuchtigkeit. Der Keulen-Bärlapp ist in Mitteleuropa pflanzensoziologisch eine Charakterart Verbands Genistion.
Die ökologischen Zeigerwerte nach Landolt et al. 2010 sind in der Schweiz: Feuchtezahl F = 3 (mäßig feucht), Lichtzahl L = 3 (halbschattig), Reaktionszahl R = 1 (stark sauer), Temperaturzahl T = 3 (montan), Nährstoffzahl N = 1 (sehr nährstoffarm), Kontinentalitätszahl K = 2 (subozeanisch).

## Gefährdung und Schutz
In Deutschland ist der Keulen-Bärlapp laut Roter Liste „gefährdet“. Er ist durch die BArtSchV und durch die FFH-Richtlinie Anhang V der Europäischen Union geschützt.

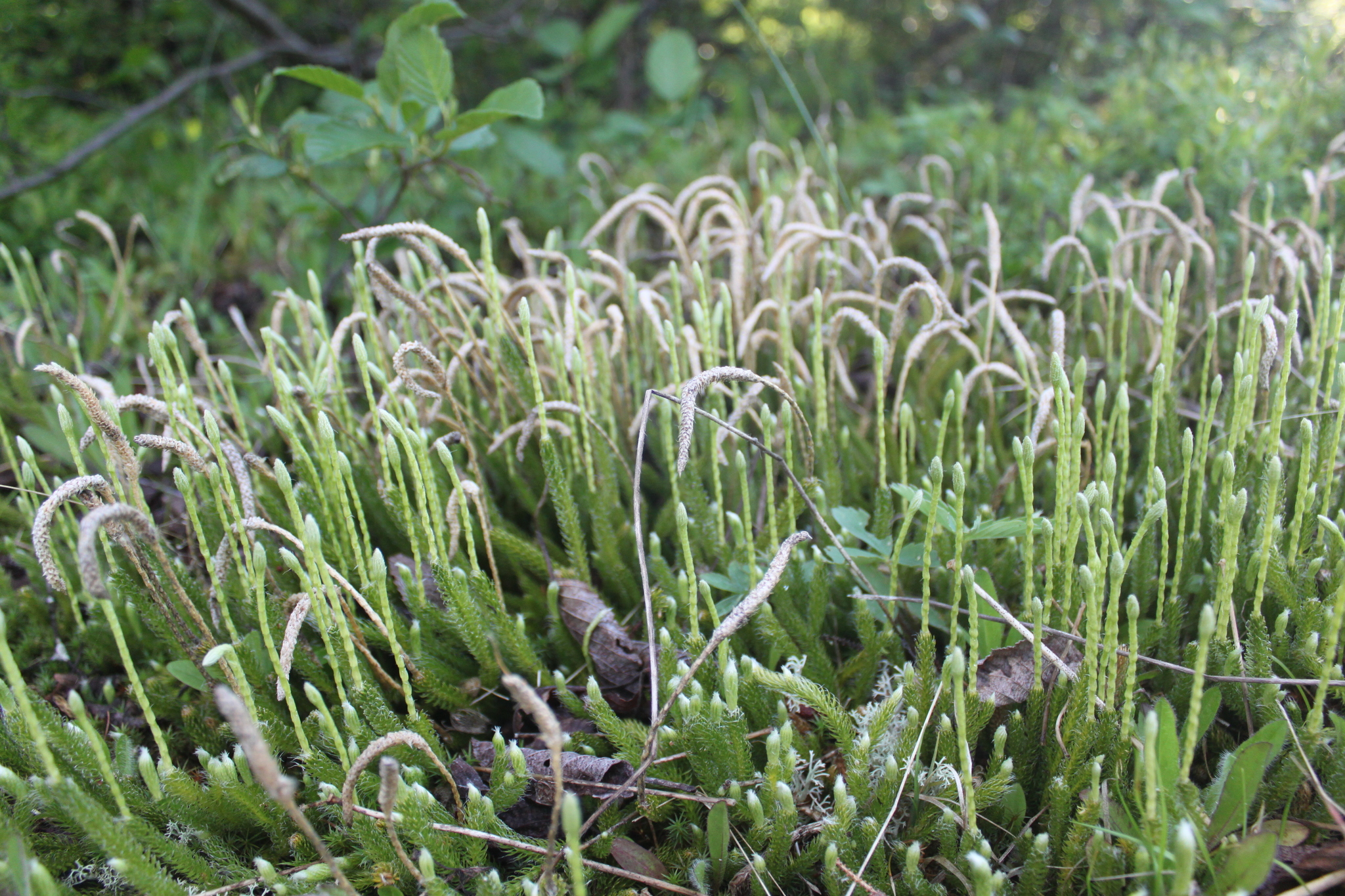
Lycopodium clavatum subsp. monostachyon in Kanada

## Systematik
Die Erstveröffentlichung von Lycopodium clavatum erfolgte 1753 durch Carl von Linné in Species Plantarum, Tomus II, S. 1101. Der botanische Artname Lycopodium clavatum setzt sich zusammen aus dem Gattungsnamen und dem Artepitheton. Der  Lycopodium setzt sich zusammen aus den altgriechischen Wörtern lycos für „Wolf“ und pos für „Fuß“, wohl weil die dichtbeblätterten Zweige entfernt einem Tierfuß ähneln. Das Artepithon stammt aus dem Lateinischen clavatum für „Keule“ und bezeichnet die Form der Sporenstände.
Es gibt zwei Unterarten:
- Gewöhnlicher Keulen-Bärlapp (Lycopodium clavatum subsp. clavatum): Mit 3–6 cm langen Sporophyllständen; kommt in allen Bundesländern Österreichs vor.
- Schneehuhn-Keulen-Bärlapp (Lycopodium clavatum subsp. monostachyon (Grev. & Hook.) Selander, Syn.: Lycopodium clavatum var. monostachyon Grev. & Hook., Lycopodium lagopus (Laest. ex C.Hartm.) Zinserl. ex Kuzen.): Mit 1–2 cm langen, einzelnen, sitzenden oder kurz gestielten Sporophyllständen und gelbgrünen Blättern. Kommt in Europa hauptsächlich in Skandinavien vor[9], selten in den Gurktaler Alpen, Seetaler Alpen, Hohe Tauern und Niedere Tauern. Die Unterart ist hier potentiell gefährdet. Außerhalb Europas kommt sie in Sibirien, im fernöstlichen Russland, in Alaska, Kanada, Grönland und in den Vereinigten Staaten vor.[10]